# 雅各布斯塔德
雅各布斯塔德（瑞典語：Jakobstad），按芬兰语名音译为皮耶塔尔萨里（芬蘭語：Pietarsaari），是芬兰博滕区的一个城市，成立于1652年。辖区总面积396.3平方千米，其中陆地面积88.33平方千米、水域面积307.97平方千米。2009年6月30日登记人口总数为19673人，人口密度为222.72人/平方千米。瑞典语人口和芬兰语人口比例分别为56.4%和40.2%。

## 历史
1652年，瑞典女王克里斯蒂娜授权雅各布·德·拉加尔迪伯爵在佩德尔瑟雷教区建立一座城市。不久后，雅各布逝世，他的遗孀埃巴·布拉赫伯爵夫人接替他完成了建城工作，并将城市命名为“雅各布斯塔德”，在瑞典语中意为“雅各布的城市”。但当地芬兰语人口则把这座城市称为“皮耶塔尔萨里”。
雅各布斯塔德建成初期发展缓慢。1680年，统治当局命令当地居民迁往科科拉、奥卢和新卡勒比等城市，但未获得成功。后来，雅各布斯塔德又在战争中两次被俄国军队侵占，许多建筑被烧毁，大批居民逃离。一些人逃往海峡对岸的瑞典，而另一些人则隐居在森林和海岛中。许多人在逃亡过程中被杀害。到了1720年代，部分居民开始搬回雅各布斯塔德，同时也有新移民迁入。之后的几十年，雅各布斯塔德进入一个发展期。城里现存的最古老的教堂建于1731年。

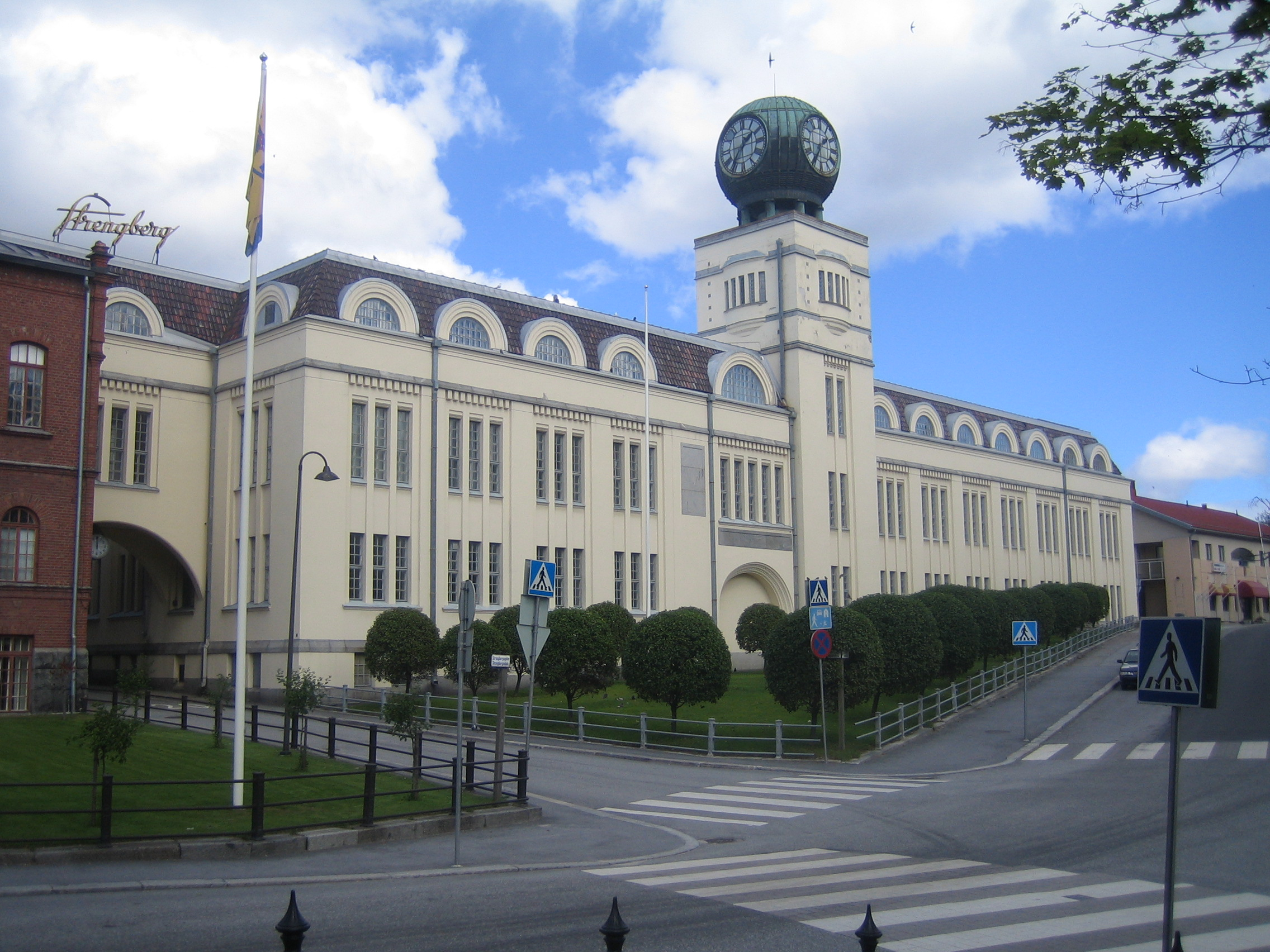
雅各布斯塔德的烟草厂

雅各布斯塔德经济基础的建立始于18世纪，当时以焦油制造业和烟草包装业为支柱。1765年左右，由于瑞典王室批准包括雅各布斯塔德在内的波的尼亚湾沿岸的芬兰城市直接与其他国家通商，当地的外贸业开始快速发展，同时还带动了造船业的繁荣。这些产业使雅各布斯塔德成为一座富裕的城市。
19世纪初是一段剧变期，雅各布斯塔德经历1808年至1809年的瑞俄战争，而1835年的大火又摧毁了半座城市。尽管如此，经济仍保持发展，1850年以后出现了酿酒厂、火柴厂和几家银行。1859年，彼得·马尔姆在这里建立了芬兰第二家以蒸汽为动力的锯木厂。同期，航运业受克里米亚战争的影响，陷入萧条。
第二次世界大战期间，雅各布斯塔德曾被苏联军队轰炸。1960年代时，瑞典语人口在雅各布斯塔德占绝大多数。但之后20年间，工业的发展带来了劳动力的需求，许多芬兰语人口迁入雅各布斯塔德。目前，当地瑞典语人口和芬兰语人口大约各占55%和45%。

## 文化与景观

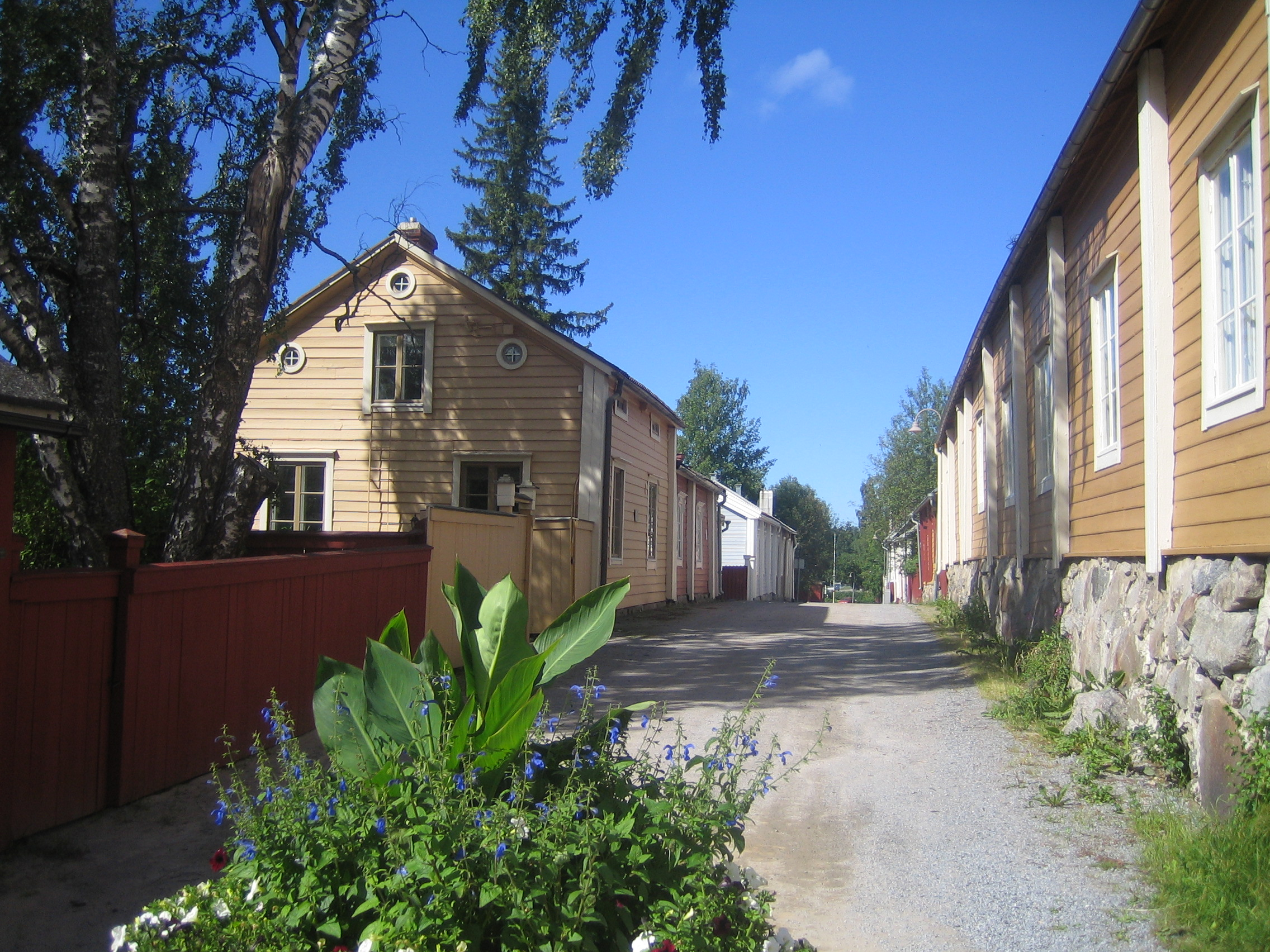
雅各布斯塔德Skata区

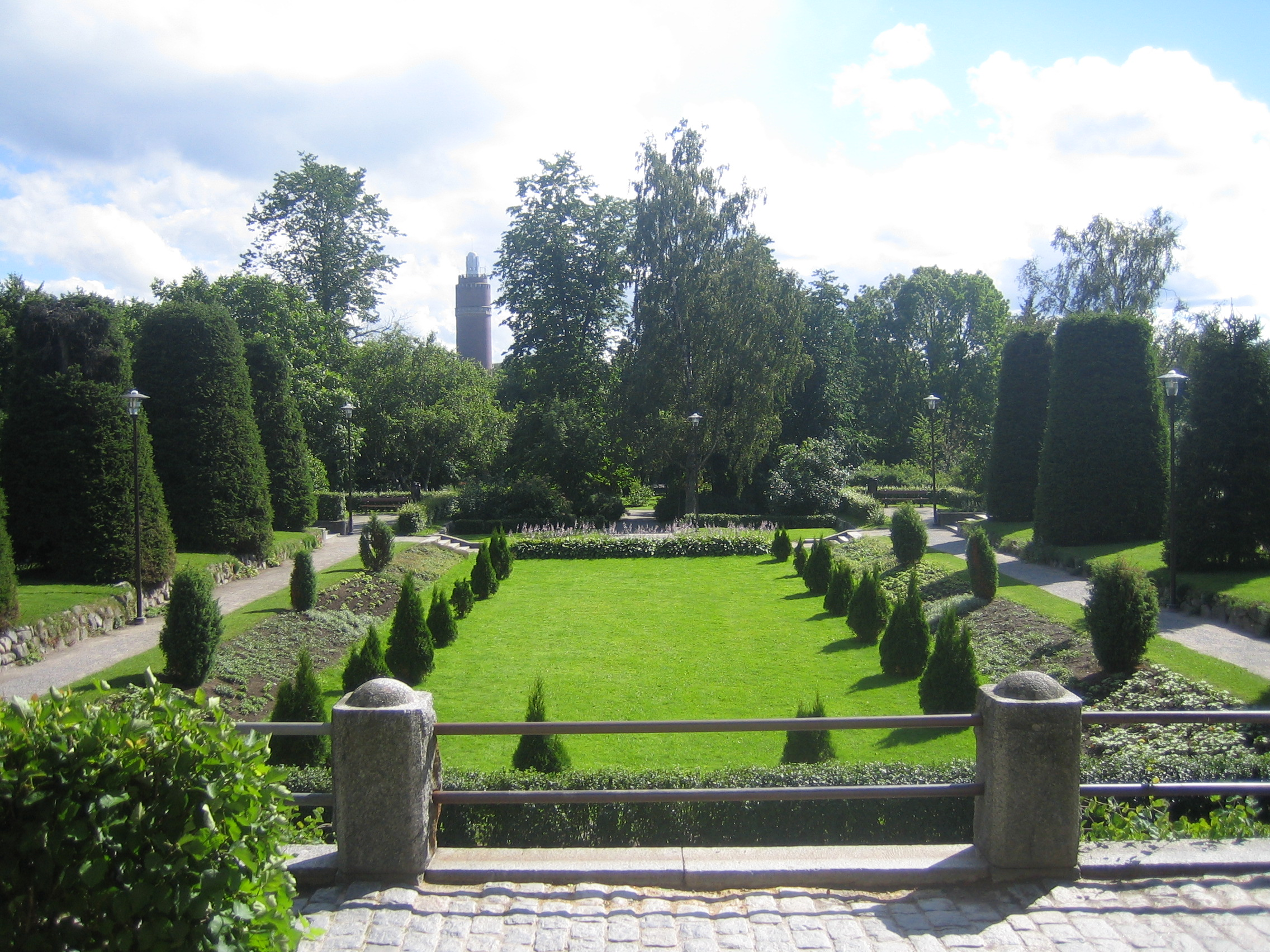
Skolparken植物园

雅各布斯塔德市中心的Skata区域现为保护区。这一区域的历史可以追溯到1783年。19世纪时，Skata是海员聚居区。到了1890年代，这里转变为工人阶层居住区，主要居住着烟草厂的工人。Skolparken植物园始建于1915年，于1932年完工，园内有植物约1000种；是世界上最靠北的植物园之一。Nanoq北极博物馆位于雅各布斯塔德郊外。
雅各布斯塔德拥有一家足球俱乐部FF Jaro，曾参加芬兰足球超级联赛。

## 名人
- 约翰·卢德维格·鲁内贝里：芬兰民族诗人。
- 卡尔·纳尔斯、瓦尔特·纳尔斯：芬兰塑胶业先驱。
- 弗雷德里克·诺雷纳：冰球运动员。

## 姐妹城市
雅各布斯塔德与世界上8个城市结成了姐妹城市关系：
- 挪威阿斯克尔
- 丹麦比克勒
- 德国宾德
- 瑞典埃斯勒夫
- 冰島加尔扎拜尔
- 美国詹姆斯敦
- 拉脫維亞尤尔马拉
- 瑞典瑟德港